# 美景宮

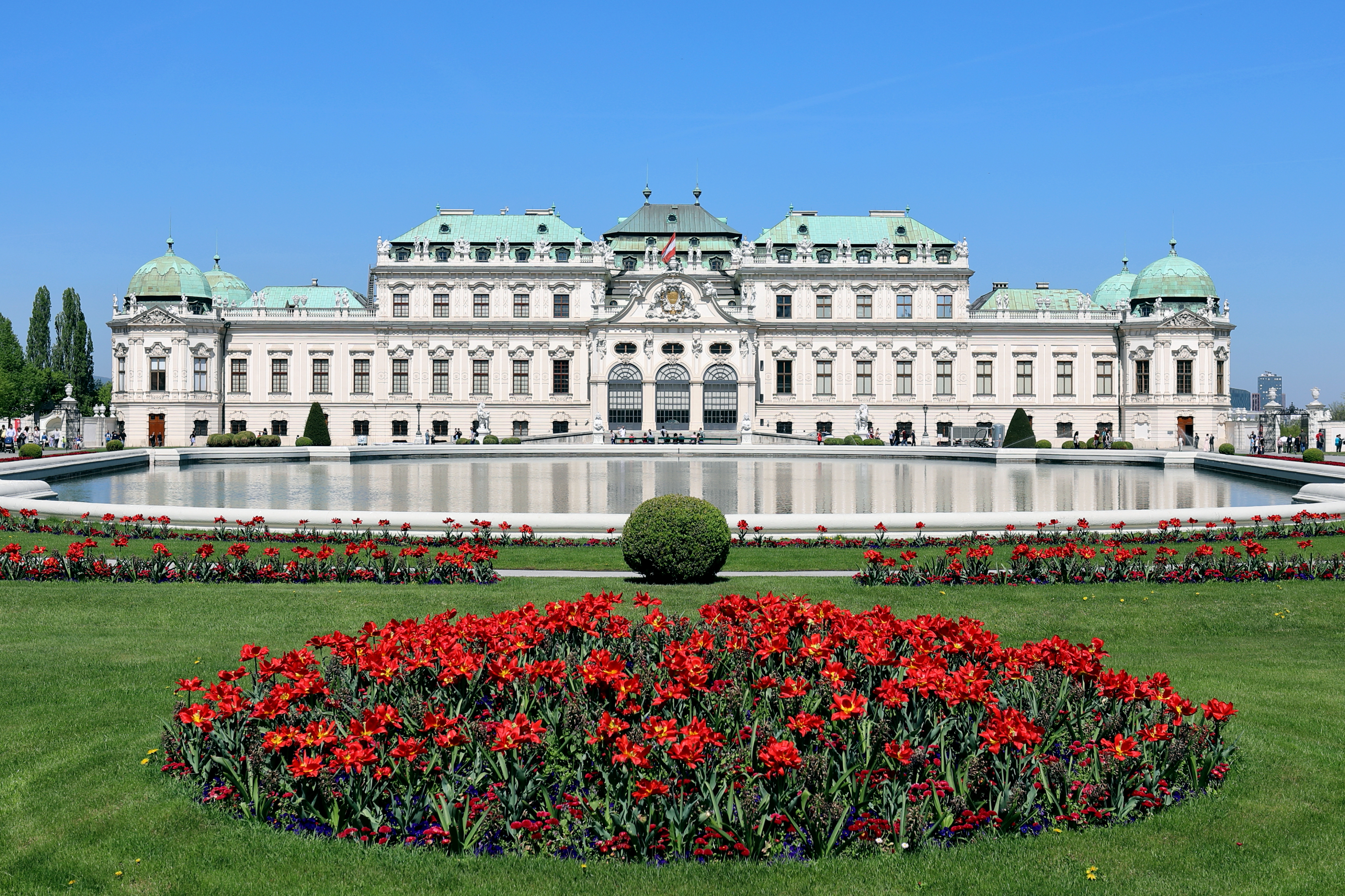
貝爾維帝宮

美景宮（德語：Schloss Belvedere，又音譯貝爾維第宮）是位於奧地利首都維也納的一個巴洛克建筑風格的宮殿。曾是哈布斯堡王朝将军歐根親王的宮殿。在歐根親王去世後，於1752年被賣給瑪麗婭·特蕾茜雅。二戰期間宮殿曾遭到破壞，但在戰後得到修復。現在的宮殿是奥地利美景宫美术馆的所在地。奧地利0.2歐元硬幣使用貝爾維帝宮作為圖案。

## 外部連結
- 美景宮官方網站 （页面存档备份，存于） （德文） （英文）